# 세대 우주선

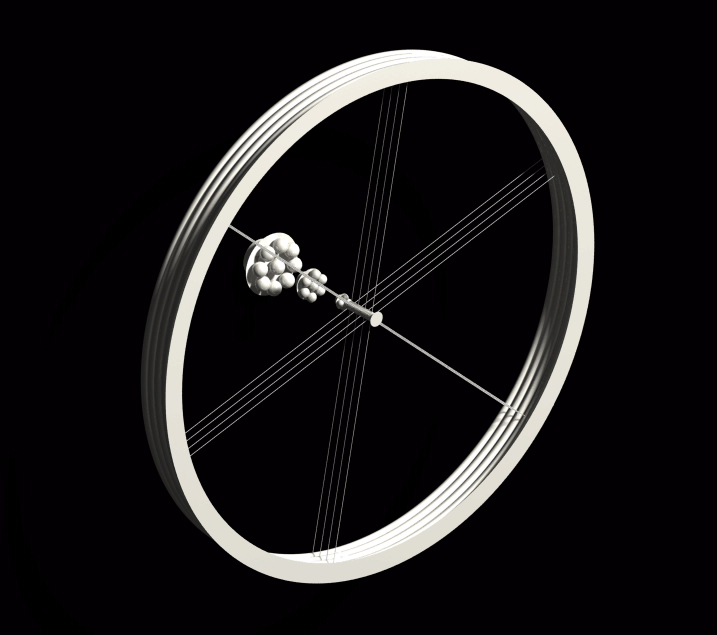
프로젝트 하이페리온(Project Hyperion)이 제안한 스탠포드 토러스(Stanford Torus) 기반 세대 우주선

세대 우주선(generation ship) 또는 세계 우주선(world ship)은 아광속으로 이동하는 가상의 성간 방주 우주선이다. 이러한 우주선이 가까운 별에 도달하는 데는 수백에서 수천 년이 걸릴 수 있다.

## 같이 보기
- 폐쇄경제
- 오닐 원기둥